# Gomphodesmus testaceus
Gomphodesmus testaceus är en mångfotingart som beskrevs av Carl Graf Attems 1909. Gomphodesmus testaceus ingår i släktet Gomphodesmus och familjen Gomphodesmidae. Inga underarter finns listade i Catalogue of Life.